# 圣于连德马约
圣于连德马约（法語：Saint-Julien-de-Mailloc，法語發音：[sɛ̃ jyljɛ̃ də majo] ⓘ）是法国卡尔瓦多斯省的一个旧市镇，属于利雪区。2016年，圣于连德马约与临近的4个市镇合并为新市镇瓦洛尔比凯。

## 地理
圣于连德马约（49°4'51"N, 0°19'8"E）面积6.18 平方千米，位于法国诺曼底大区卡爾瓦多斯省，该省份为法国西北部沿海省份，北濒大西洋英吉利海峡，东北与滨海塞纳省以海上边界相接，东临厄尔省，南至奧恩省，西与芒什省接壤。
与圣于连德马约接壤的市镇（或旧市镇、城区）包括：拉沙佩勒伊翁、库尔托讷双教堂村、圣但尼德马约、圣马丹德马约、圣皮埃尔德马约。

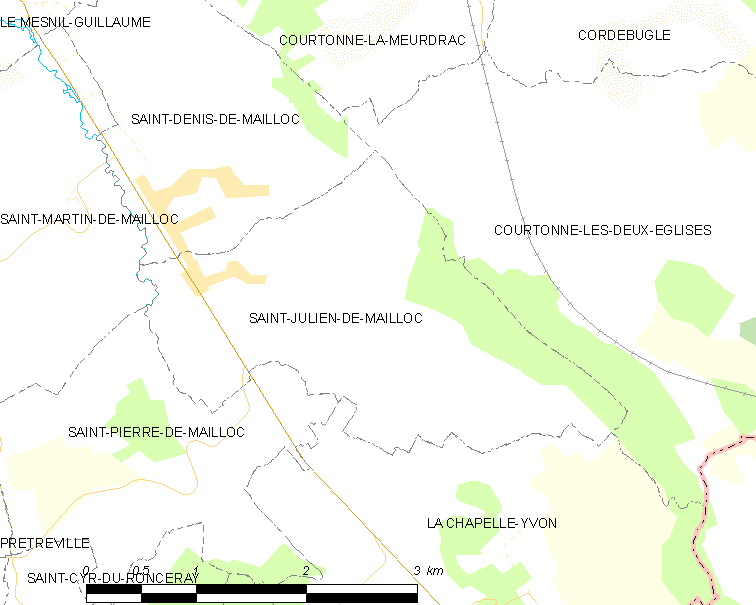
圣于连德马约的OSM定位图

圣于连德马约的时区为UTC+01:00、UTC+02:00（夏令时）。

## 行政
圣于连德马约的邮政编码为14290，INSEE市镇编码为14599。

## 政治
圣于连德马约所属的省级选区为利瓦罗派多日县。

## 人口

1962-2008年间圣于连德马约人口变化图示

圣于连德马约于2018年1月1日时的人口数量为472人。